# لاغران
بلدية لاغران (بالإسبانية: Lagrán) هي بلدية تقع في مقاطعة ألافا التابعة لإقليم الباسك شمال إسبانيا.

## الديموغرافيا
يبلغ عدد سكان بلدية لاغران 184 نسمة عام 2011 (وفقاً للمعهد الوطني للإحصاء الإسباني).
| 190 | 197 | 196 | 192 | 194 | 186 | 184 |